# Taveiro
Taveiro est une ancienne paroisse civile portugaise (en portugais : freguesia) de la municipalité de Coimbra dans le district du même nom.
La loi no 11-A/2013 du 28 janvier 2013, portant réorganisation administrative du territoire des freguesias, fusionne Taveiro avec les paroisses voisines d’Ameal et Arzila pour former l’União das freguesias de Taveiro, Ameal e Arzila (dont le siège est à Taveiro).
Des fouilles archéologiques à proximité de Taveiro ont permis la découverte de deux espèces de dinosaures, l’Euronychodon portucalensis et le Taveirosaurus costai, nommé d'après la localité.